# Le Point
Pour les articles homonymes, voir Le Point (homonymie).
Cet article possède des paronymes, voir Lepoint, Point et Le Poing.
Le Point est un magazine d'actualité hebdomadaire français, créé en 1972 par une équipe de journalistes venant essentiellement de L'Express et proches d'Olivier Chevrillon et de Claude Imbert. C'est l'un des cinq magazines d'actualité hebdomadaires de dimension nationale en France. Depuis 1997, il appartient en totalité à l'industriel François Pinault, via sa holding Artémis.
Associé historiquement à un lectorat de cadres, Le Point entend rendre un service de sélection et clarification d'information par la publication régulière de dossiers thématiques, guides ou palmarès adaptés à ce public.
Le journal est traditionnellement classé à droite. Depuis les années 2010, il a été condamné à plusieurs reprises pour des articles  rompant avec la déontologie, et sa ligne éditoriale a fait l'objet de critiques et controverses, notamment sur les questions liées à l'islam.

## Histoire

### Création
La création du magazine trouve son origine dans un conflit opposant des journalistes et administrateurs de L'Express avec le propriétaire et fondateur de ce titre Jean-Jacques Servan-Schreiber auquel ils refusent qu'il serve ses ambitions politiques,. Il aboutit à de nombreuses démissions le 12 juin 1971.

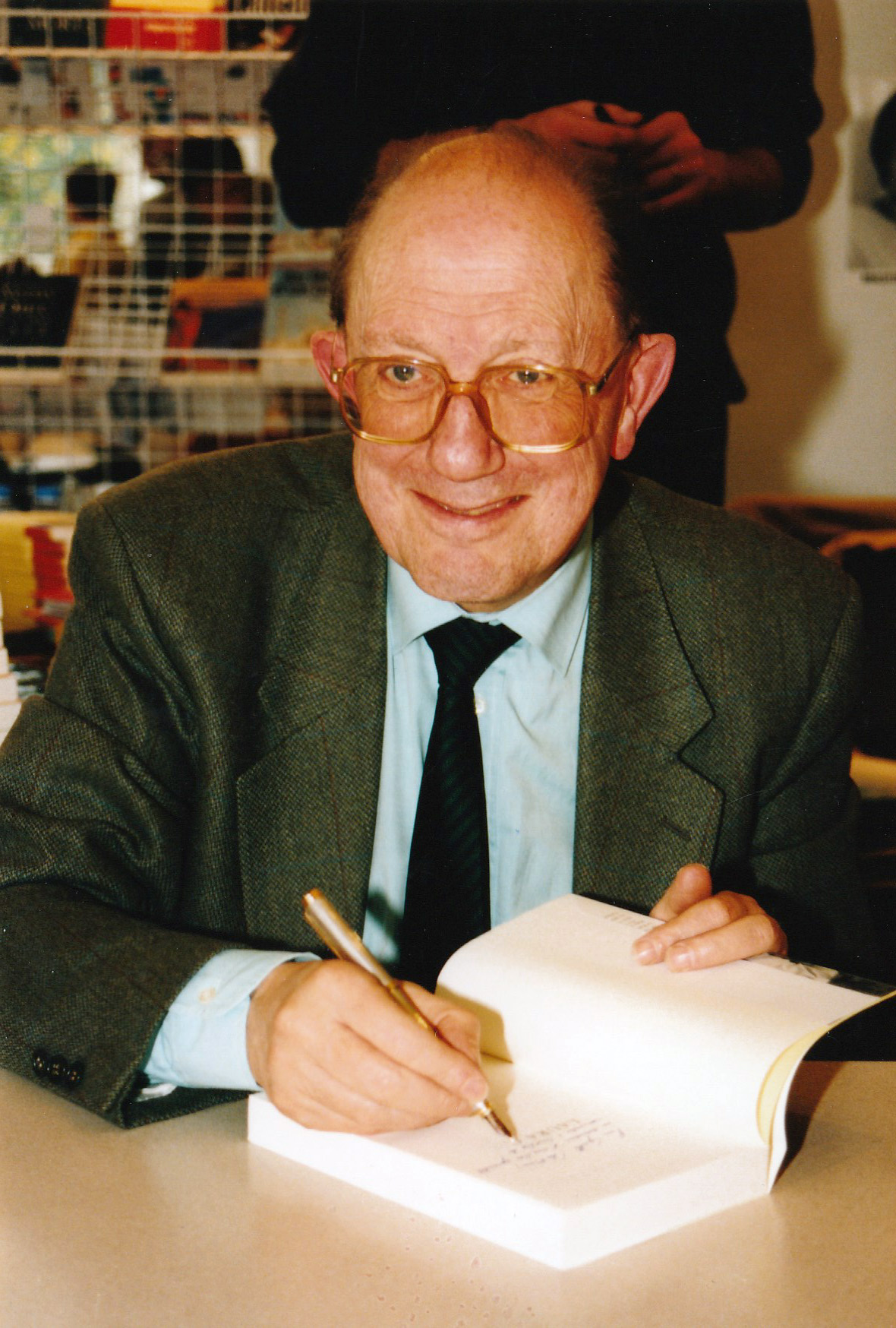
Jacques Duquesne, l'un des fondateurs du magazine, ici photographié dans les années 1990.

Entre juin et octobre 1971, un nouveau projet de magazine d'actualité est élaboré par une partie des démissionnaires. À la partie rédactionnelle participent Claude Imbert, futur rédacteur en chef, Georges Suffert et Jacques Duquesne qui ont été embauchés le 7 juillet par Jean Prouvost pour travailler à Paris Match, mais également Pierre Billard, Henri Trinchet, Robert Franc, recrutés au même moment par le même pour travailler à RTL, et enfin Olivier Chevrillon, toujours haut fonctionnaire en disponibilité, futur PDG,. Ce dernier fait une recherche active de financements et s'adjoint pour la partie marketing et gestion, Philippe Ramond, éditeur de L'Expansion et Pierre Bracciali, alors responsable administratif de L'Express.
Le journal d'opinion L'Express, devenu magazine d'actualité en 1964, ne suit plus strictement cette formule quelques années plus tard et n'a plus de cœur de cible en raison de sa politique de large diffusion,. Les membres démissionnaires souhaitent donc lancer un nouveau magazine d'actualité, en visant une clientèle plus restreinte mais « très exigeante quant à la qualité de l'information, du commentaire et de l'écriture ». Un groupe de population clairement identifié est plus intéressant pour les annonceurs.
De premières négociations financières avec d'éventuels bailleurs de fonds pour rassembler 30 millions de francs sont menées et échouent fin novembre 1971. Elles sont reprises avec Simon Nora, directeur général de la librairie Hachette, que connaissent Olivier Chevrillon et George Suffert depuis leur passage au club Jean-Moulin et aboutissent en décembre avec l'accord d'Ithier de Roquemaurel, PDG d'Hachette,. Hachette s'engage à respecter l’indépendance du futur journal. Il est pendant un court moment évoqué de reprendre le titre Réalités, appartenant à Hachette, et ses abonnés,. La dénomination de l'hebdomadaire est relative à l'expression « Faire le point » en usage dans la marine.
À compter de janvier 1972, des études sont menées pour identifier plus précisément le créneau commercial et rédactionnel. Les cadres supérieurs urbains sont considérés comme un marché potentiel,,. Leur très fort pouvoir d'achat les rend prisés des annonceurs. En février, des locaux sont fournis aux neuf fondateurs à La Défense,. L'équipe est étoffée par de nouvelles embauches et monte à 130 personnes,. La documentation du défunt journal Paris Jour est achetée. Un numéro 0 est envoyé aux publicitaires en avril,, puis trois ou cinq numéros d'essais sont produits entre fin août et septembre. Philippe Ramond, nommé directeur général du magazine, s'assure du succès de la vente des encarts publicitaires pour les premiers numéros,. Le 12 juin, Hachette donne son accord définitif et lance un plan de financement sur trois ans de 26 000 000 francs (24 689 958 € en 2015). Celui-ci prévoit un équilibre financier au bout de trois ans puis des bénéfices,. Le 1er juillet, l'équipe déménage avenue Pierre-Ier-de-Serbie.

### Temps de succès: du premier numéro au début des années 1980

#### Succès des ventes
Le premier numéro, précédé d'une vaste campagne publicitaire, paraît le 25 septembre 1972 au prix de 3,50 francs. Il est vendu à 300 000 exemplaires. Mais, les ventes baissent rapidement car les premiers numéros sont d'une qualité inégale et des erreurs sont faites dans le choix des Unes. Pour accroître la qualité des textes et renforcer le caractère sérieux de la parution, il est fait appel à de nouvelles personnalités reconnues. La maquette est révisée pour le numéro 10 et un éditorial est inséré à partir du numéro 11. Il est tout d'abord collégial puis signé Olivier Chevrillon à partir de 1975. De nouvelles rubriques apparaissent dont une sur les indiscrétions du monde politique. Les Unes provocatrices sont celles qui se vendent le mieux. Elles sont, comme chez ses concurrents, inspirées par les nécessités du marketing et non par une démarche informative rigoureuse.
En trois années, le journal réussit à atteindre l'équilibre financier puis à être largement bénéficiaire, passant de 150 000 ou 160 000 exemplaires écoulés en moyenne la première année à 300 000 exemplaires en 1978 et environ 330 000 exemplaires dans la première moitié des années 1980,,. L'audience passe de 1 493 000 personnes en 1976 à 2 292 000 personnes en 1981. Le chiffre d'affaires est de 46 500 000 francs en 1974 (35 570 851 € en 2015), de 250 935 089 francs en 1981 (92 084 773 € en 2015). La réussite du magazine permet un déménagement rue de Rennes en janvier 1977 pour des locaux plus spacieux.

#### Public ciblé, objectifs et ligne éditoriale
Son format s'inspire de celui du Time. S'adressant préférentiellement aux cadres, qui représentent rapidement un lecteur sur deux, le journal fait initialement le pari de privilégier la vente au numéro, pour tester en permanence l'intérêt du lecteur, et de refuser les réductions sur les abonnements. Il se veut indépendant du monde politique et culturel. Les journalistes ont une grande liberté.
Pour se différencier de « L’Express, dont les engagements se sont déplacés au centre de l’échiquier politique français, Le Point adopte une position économique libérale ». Tout en restant axé sur l’actualité nationale et internationale, l'hebdomadaire affiche la volonté d’être au plus près des préoccupations de son lectorat, un « public de décideurs et de responsables », ceci passant par le choix des thématiques de ses rubriques et des sujets abordés dans les articles. Des numéros sont consacrés au salaire des cadres chaque année, mais le journal les renseigne aussi sur leur logement, « leur argent, leurs placements, leur retraite, les voies de la réussite, les stratégies pour se faire augmenter », ouvre un espace pour les offres d'emplois. Le lecteur trouve également des articles de renseignements pratiques, des dossiers répondant aux goûts et à l'évolution des modes de vie, avec une tendance à l'individualisme, comme « le palmarès du bien-être » par département, avec l'objectif d'augmenter les ventes en province, ou des dossiers sur la santé,. La publication de ces palmarès, régulièrement répétée, a également une vocation marketing. Les statistiques, que ce soit pour des sondages politiques ou d'autres sujets, sont abondement utilisées pour prouver l'objectivité.

#### Coups marketings et politiques
Le magazine réalise aussi des coups marketing et politiques qui participent de son succès. Le numéro du 17 décembre 1973 titre en Une Crises : Messmer doit partir. Le premier ministre Pierre Messmer est appelé à démissionner. En représailles, l'augmentation des prix du livre de poche attendue par Hachette est empêchée. Le journal retrouve un agent de la DST de l'affaire des plombiers, révèle l'affaire de Vathaire. La publicité des sondages électoraux étant interdite une semaine avant les élections en 1978 et 1981, le magazine organise des dîners pour les révéler à des personnalités politiques, ce qui permet de développer des relations avec ces dernières.
Un problème éthique majeur secoue le magazine en 1976. Le 21 juin, le journaliste Georges Suffert accuse sans aucune preuve ni source le militant communiste Henri Curiel d'être le chef d'un réseau de soutien au terrorisme international et d'être lié au KGB et au terroriste Carlos. Deux ans plus tard, Henri Curiel est assassiné et Georges Suffert est accusé d’en être indirectement la cause. Cette affaire, une orientation plus droitière du journal ainsi que d'autres raisons entraînent le départ temporaire de Jacques Duquesne de l'été 1977 à l'été 1978. Le fondateur Robert Franc meurt de maladie en octobre 1978.

### Difficultés: de 1982 à 1990

#### Crises et départs dans la rédaction
L'élection de François Mitterrand en 1981 provoque des remous à la rédaction du magazine. Elle suscite la joie dans l'ensemble du service politique du journal qui vote à gauche, mais inquiète la direction. Selon l'historien N. Tryzna, le contenu du journal ne laisse alors que très peu transparaître les choix politiques. En 1982, le fondateur Henri Trinchet part à la retraite. La même année, en octobre, éclate une crise ouverte entre Claude Imbert, directeur de la rédaction, et André Chambraud, rédacteur en chef adjoint et chef du service politique, actionnaire depuis 1978, sur fond d'idées politiques, de volonté de promotion interne dans une organisation cadenassée. Elle aboutit au départ d'André Chambraud. À l'été 1983, l'antagonisme entre Olivier Chevrillon et Philippe Ramond aboutit au renvoi de ce dernier. En décembre 1985, la gestion commerciale du magazine est source de conflit entre Claude Imbert et Olivier Chevrillon et ce dernier quitte le magazine,. Il est suivi par son ami Georges Suffert. Ces départs successifs remettent en cause l'image du journal. Il ne reste plus que trois des fondateurs. Jacques Duquesne est alors choisi comme nouveau PDG sur proposition de Claude Imbert qui n’a plus aucun rival potentiel à la rédaction,. En septembre 1986, Maurice Roy, rédacteur en chef et actionnaire démissionne, car mis sur la touche et à partir de 1987, Pierre Billard, âgé de 65 ans, abandonne rapidement ses fonctions. En 1988, Denis Jeambar devient directeur de la rédaction. Claude Imbert conserve l'éditorial.
Le Point est alors un magazine situé au centre droit, se réclamant de figures du libéralisme comme Raymond Aron, illustré par de grandes plumes de ce courant comme celle de Jean-François Revel, éditorialiste, qui a rejoint Le Point en 1982 après avoir quitté L'Express l'année précédente.

#### Stabilisation des ventes
Pour son dixième anniversaire, Le Point semble avoir stabilisé son lectorat « haut de gamme », constitué de cadres à plus de 50%, plutôt jeunes, citadins, dont un tiers ont effectué des études supérieures, pour des ventes stabilisées autour des 330 000 exemplaires,. Durant cette période, la vente sur abonnement tend à prendre le pas sur la vente au numéro.
Pour retrouver de la vitalité, Le Point lance une nouvelle formule le 16 janvier 1989, la plus importante depuis sa création. Le titre passe en quadrichromie, le nombre de pages augmente et apparaissent des commentaires personnalisés dont l’éditorial de Claude Imbert,. Mais, en 1990, pour la première fois, Le Point est déficitaire à hauteur de 17 800 000 francs (4 023 865 € en 2015) pour un chiffre d'affaires de 387 400 000 francs (87 575 595 € en 2015).
Une stratégie de fidélisation est élaborée avec la création, en septembre 1986, du « Cercle des lecteurs » qui offre des privilèges exclusifs à caractère culturel. Mais, le club est rapidement abandonné. En 1988, une campagne publicitaire met en scène des personnalités du monde littéraire ou audiovisuel afin de montrer que le journal est lu par des gens importants mais l'hebdomadaire montre des signes d’essoufflement. Entre 1984 et 1989, les ventes ont légèrement baissé ainsi que les bénéfices. La concurrence s'est aussi développée avec notamment l'apparition de L'Événement du jeudi en 1984,.

#### Tentatives de diversification
Dans le but de se développer dans des secteurs de la presse où il n'est pas présent, la société du magazine acquiert à partir de 1977, des participations dans de la presse écrite (Vie publique, Le Journal du dimanche, Tennis Magazine, L'Écho républicain), créé un journal belge (L'Instant) une revue (Musique) et un magazine pour les 50-65 ans (Atouts), rachète Gault et Millau en 1987, lance des filiales informatiques, médiatiques ou d’édition, prend une part très minoritaire au capital de TF1 en 1988. Nombre de ces investissements sont des échecs et coûtent chers à la société.

### Nouvelle formule et consolidation: 1990-2000

#### Arrivée de Bernard Wouts et nouvelle formule
En mai 1990, Bernard Wouts qui était administrateur général du Monde depuis 1985 est recruté comme président directeur général en remplacement de Jacques Duquesne. Il initie des transformations importantes pour le magazine. Contrairement à ses prédécesseurs, il n'est pas journaliste de formation et s'occupe tout d'abord de l'amélioration des finances, de la gestion du personnel, de l’impression, puis fait diminuer le prix. Ce n'est qu'en 1994 que l'aspect éditorial est concerné avec à nouveau un changement de formule, celle de 1989 n'ayant pas eu d'effet sur les ventes. Sur une idée de Wouts, le format passe en dos carré permettant une impression page par page favorisant la réactivité, tandis que le directeur de publication Denis Jeambar fait une réorganisation rédactionnelle avec une nouvelle maquette, une augmentation de la pagination et de nouvelles rubriques,. Ces changements ont un effet sur les ventes qui repartent progressivement à la hausse, mais le magazine reste le troisième en diffusion totale derrière L'Expresse et le Nouvel Observateur.
En 1994 commencent les numéros spéciaux, tout d'abord « Grandes Écoles et universités », puis l'année suivante une édition « Affaires »,. Durant l'été 1996, Jean Schmitt remplace à la direction de la rédaction Denis Jeambar qui est parti.
Les années 90 voient des mouvements significatifs dans l'actionnariat du Point. L'actionnaire majoritaire Nicolas Seydoux entend revendre ses parts en 1992 et une solution originale est trouvée avec la constitution en 1993 d'un groupement d’intérêt économique commun avec le concurrent qu'est L'Express. Bien que restant indépendants, les deux titres partagent ainsi un même actionnariat. L'actionnaire majoritaire est tout d'abord la firme Générale occidentale, filiale d'Alcatel-Alsthom, qui intègre ensuite CEP Communication, dépendant de Havas où Alcatel est devenu premier actionnaire en 1995. En 1997, la Compagnie générale des eaux entre dans l'actionnariat d'Havas et son président Jean-Marie Messier n'entend pas conserver Le Point et L'Express. La situation se stabilise finalement en octobre 1997 avec dissolution de l'actionnariat commun entre les deux titres et rachat du Point, pour moins de 200 millions d'euros, par Artemis, filiale personnelle de François Pinault,,.
Pour ce qui est de la rédaction, les doutes sur les mouvements de l'actionnariat avaient mené à la création en 1992 d'une société des rédacteurs du Point chargé d'assurer l'indépendance éditoriale, nouveauté pour le magazine mais existant depuis longtemps dans d'autres grands titres comme Le Monde ou Le Figaro. La charte d'indépendance écrite pour les actionnaires sera signée par François Pinault lors de son achat du titre.

### Le journal auXXIesiècle

#### Direction du journal

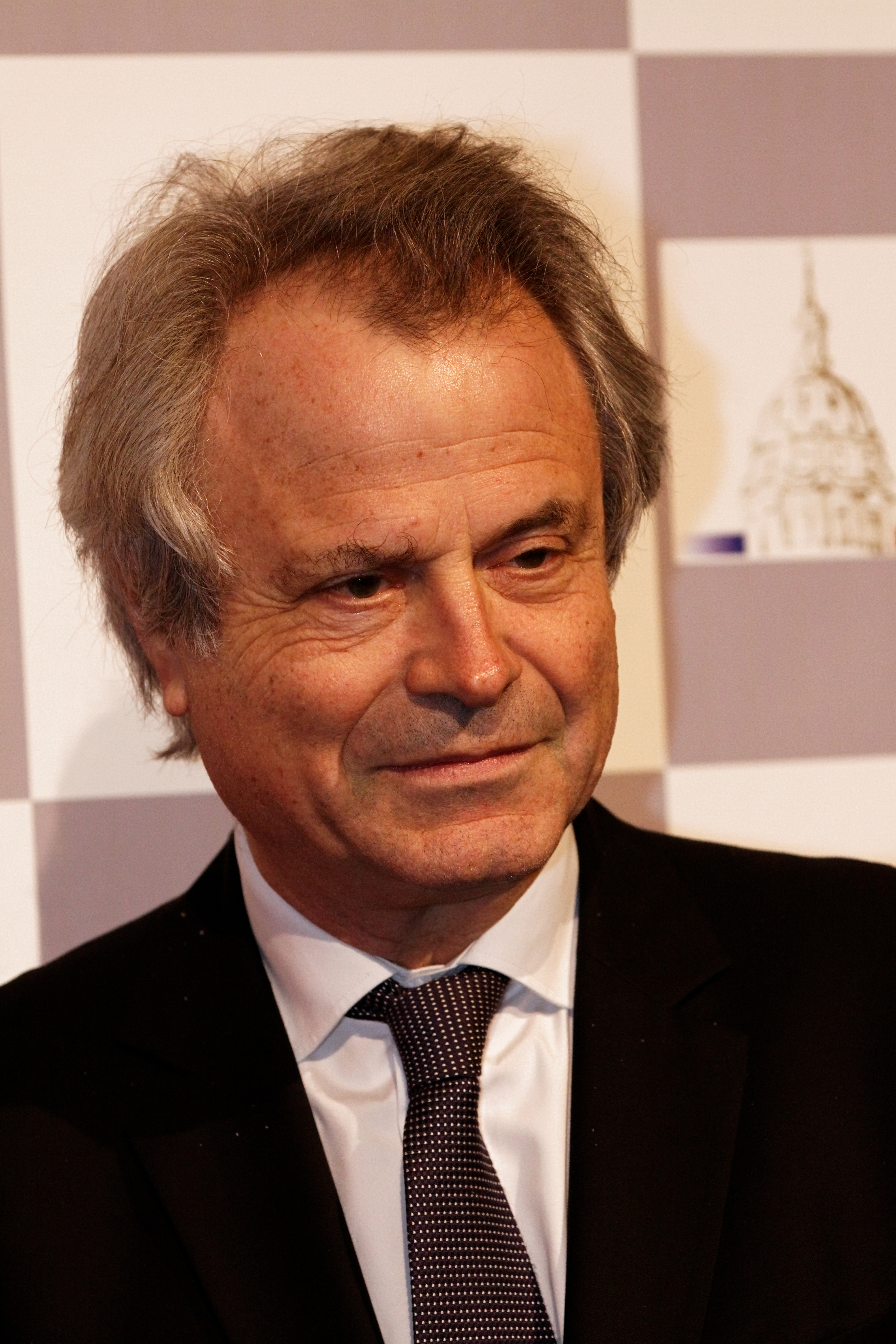
Franz-Olivier Giesbert en 2012

Appuyé par Claude Imbert qui se retire, en septembre 2000, Franz-Olivier Giesbert devient directeur du Point. Il choisit Michel Colomès comme rédacteur en chef. Au niveau de la direction, le dernier acte significatif de Bernard Wouts sera le déménagement du Point dans des locaux plus fonctionnels. Il quitte sa fonction de P.-D.G. en 2003 qui est reprise par Franz-Olivier Giesbert dans une conjonction nouvelle des directions de la gestion et de la rédaction. Là où la figure historique de Claude Imbert se voyait en garant des contenus laissant la logistique aux gestionnaires, Giesbert délègue le contrôle des contenus et se soucie d'assurer la promotion du magazine dans les médias.
La direction se renforce en 2005 avec l'arrivée de Cyrille Duval qui était responsable de la régie publicitaire du Figaro et prend le poste de vice-président. En 2009, la rédaction en chef passe à Étienne Gernelle tandis que le duo de direction s'intervertit, Duval devenant P.-D.G. et Giesbert vice-président.
En janvier 2014, six jours avant sa condamnation pour diffamation raciale, Franz-Olivier Giesbert démissionne de la présidence du Point, estimant qu'à 65 ans et face aux nouveautés du numérique, il n'est plus « l'homme de la situation »,. Il est remplacé par Étienne Gernelle, ancien directeur de la rédaction,. Entre 2014 et 2017, le journal emploie entre 187 et 175 salariés.

#### Politiques éditoriales et renforcement des ventes
En 2009, à l'occasion de l'obtention de la vice-présidence, Franz-Olivier Giesbert marque à nouveau sa différence vis-à-vis de l'esprit des fondateurs du Point, en revendiquant une identité politique, :

« Le journal de demain doit incarner quelque chose de fort. L’avenir est aux journaux identitaires. Le Point est un journal très clairement européen, libéral, dont la ligne éditoriale est en totale adéquation avec ses lecteurs [qui] sont riches, ouverts, diplômés, très mobiles politiquement, aussi bien centre-gauche que centre-droit, très européens. »

Pour Nicolas Tryzna, les objectifs mêmes du Point auraient changé avec le binôme Giesbert/Duval : là où la publicité était vue comme moyen secondaire d'assurer l'indépendance du magazine, elle devient plus centrale dans un objectif financier d'augmenter le chiffre d'affaires et le bénéfice, le magazine devant attirer des lecteurs pour que des annonceurs investissent dans celui-ci. Comme pour de nombreux journaux, ce serait un « passage de « l’information à la publicratie» »,. En 2004, L'Équipe magazine, L'Express, Le Figaro Magazine, Paris Match et Le Point s'étaient associé pour lancer en juin la régie publicitaire Conso News afin de proposer des offres multi-supports attractives aux annonceurs et d'augmenter les recettes publicitaires. Ceci intervient dans une période où la presse payante doit faire face au développement de la presse gratuite qui se finance sur la publicité.
La vente par abonnement est favorisée pour augmenter le lectorat qui reste globalement constitué de cadres urbains mais plus masculins et plus âgés qu'aux débuts du magazine. L'objectif d'augmentation des ventes s'accompagne de plusieurs évolutions sous la direction de Frantz-Olivier Giesbert. Il lance en en 2001 une révision de la maquette, pour attirer un lectorat plus jeune. Un nouveau logo est adopté, le format est légèrement agrandi, la pagination est augmentée, le nombre de thèmes s'accroît,. Mais c'est surtout par le choix des sujets qu'il s'agit d'attirer le lecteur. Des éditions régionales sont mises en place pour un « hameçonnage » à partir des intérêts locaux, les Unes chocs sont recherchées et à défaut, le titrage est adapté. Généralement, le journal met en Une un ou deux titres très courts, souvent composés de un ou deux mots, souvent sous forme de question mais le nombre de titres secondaires augmente au fil du temps pour attirer plus de lecteurs. L'adéquation du texte avec l'image est forte.
Les sujets de Une sont régulièrement liés à la politique et à l'international mais l'international se réduit au profit du national avec un personnel politique mis en avant suivant le mouvement de « peopolisation » de la société. Nicolas Sarkozy serait ainsi particulièrement « vendeur », apparaissant 57 fois en Une de 2000 à 2012, Jacques Chirac venant loin derrière en second avec 17 Unes. Durant cette période, le président Nicolas Sarkozy demande à plusieurs reprises la mise à pied de Franz-Olivier Giesbert à François Pinault n'appréciant pas certaines publications le concernant ou ses proches ainsi que les tribunes de Valéry Giscard d’Estaing dont l’esprit serait trop libre,. Le propriétaire du journal s'y refuse, considérant Giesbert comme un « excellent patron de presse, solide, créatif et paradoxal ».
L'hebdomadaire ne rompt pas cependant avec les clefs de sa réussite passée en conservant par exemple le numéro « Spécial vin », une des meilleures ventes et à côté des marronniers au service du lectorat tels que les guides et palmarès, on peut retrouver un sujet récurrent comme les Franc-maçons, « sujet polémique qui lie le secret et le conspirationniste pour que le lecteur puisse avoir envie de découvrir des révélations et donc d’acheter le magazine ».
En 2014, au moment de sa prise de poste en tant que président, Étienne Gernelle affirme vouloir « positionner Le Point sur le très haut de gamme ». Dix ans plus tard, en 2024, il annonce que Le Point va arrêter sa collaboration avec l'Agence France-Presse, pour passer à une « politique de contenu 100 % fait maison », assortie d'un nouveau modèle commercial pour le site et réitère, à l'occasion du plan de licenciement annoncé en 2025, l'idée  d'« un projet de réorganisation qui s’inscrit dans une stratégie de montée en gamme » avec notamment un usage accru de l'IA, même si les sources consultées par l'AFP s'interrogent : « comment monter en gamme quand on supprime les réviseurs ? ». 
En novembre 2024 le magazine est victime d'une cyberattaque concernant les données personnelles d'un peu moins de 900 000 lecteurs. Les coordonnées bancaires ne font pas partie des données volées.

#### Positionnement politique du lectorat
Selon des enquêtes Marianne/Ifop sur les pratiques de médias en fonction du vote :
- au premier tour de la présidentielle de 2012[22],[23] : 62% du lectorat a voté pour un candidat de centre ou droite contre 20,19% pour la population générale, 27% pour la gauche contre 41,7% pour la population générale, 11% à l'extrême droite contre 20,12%.
- au premier tour des élections municipales de 2014[24] : 46% du lectorat vote pour une liste du centre ou de droite contre 30% pour la population générale, 26% pour une liste sans étiquette contre 31%, 22% pour une liste de gauche contre 28%, 5% pour une liste d'extrême droite contre 7%.
- au premier tour de la présidentielle de 2022[25],[26],[27] : 44% pour un candidat de centre et droite contre 35,5% pour la population générale, 30% à l'extrême droite contre 29,2%, 24% pour la gauche contre 30,6% pour la population générale, 2% pour l'extrême gauche contre 1,4% pour la population général.

#### Traitement de sujets sociétaux

##### Traitement négatif de l'islam et des minorités
Dans l'espace médiatique français, l'image dévalorisante des groupes dits minorés repose couramment sur des stéréotypes de genre, de classe ou de race, à partir de 1990. Dans les années 2000, différents évènements comme les attentats du 11 septembre 2001, le retrait de la loi sur le rôle positif de la colonisation en 2005, les émeutes de 2005 en France, l'attentat contre Charlie Hebdo ont progressivement modifié la perception de l'islam dans la société française,,. Christian Delporte, Claire Blandin et François Robinet, indiquent que la circulation de discours charriant approximations, surenchères verbales et propos raciaux sur les Roms, les Noirs ou les musulmans s'accroit, et estiment que « sous prétexte de se faire l’écho des controverses, les couvertures spectaculaires de certains magazines (comme Valeurs actuelles voire Le Point) ont tendance à les entretenir et, finalement, à alimenter les préjugés communs ». En outre, les stratégies marketing agressives, les contraintes économiques et la brutalisation du vocabulaire journalistique favorisent la diffusion d’images fantasmées et la banalisation de propos stigmatisants.
En 2003, peu après son départ de la direction, Claude Imbert, toujours éditorialiste au Point, crée la polémique en se déclarant « un peu islamophobe ». Il précise par la suite que selon lui l'islam « s'est calcifié et a jeté sur l'ensemble des peuples une sorte de camisole, une sorte de carcan » et que le terme « islamophobie » renvoie selon lui à la religion qu'est l'islam et non pas à une population, ni à l'islamisme,,. Les propos sont controversés au sein même de l'hebdomadaire entre Franz-Olivier Giesbert et ceux formés par Claude Imbert qui prennent sa défense et les nouvelles équipes pour qui cette déclaration a été « reçue comme une claque et on ne la partage pas ». Le chercheur Souley Hassane fait le lien entre ces déclarations de Claude Imbert et les félicitations qu'il adresse à la pamphlétaire italienne Oriana Fallaci dans ses éditoriaux.
En 2010, Le Point publie un reportage, qui se révèle être basé sur un canular monté par un fixeur, destiné à montrer que « les médias travaillent mal sur la banlieue ». Dans l’article, les journalistes laissent croire qu’ils ont rencontré l'une des femmes d'un Français polygame d'origine malienne,,. L'article regroupe toutes les populations d'origine africaine indépendamment de leur origine, religion et citoyenneté et « stigmatise aussi fortement les musulmans d'origine africaine en présentant leurs pratiques familiales comme la cause principale du malaise social ». Selon Hélène Neveu Kringelbach, « les rédacteurs s'attendaient à ce que cette image négative de la polygamie et de l'immigration plaise à leurs lecteurs ».
En 2012, le journal publie un article intitulé « L’intrigante réussite des Chinois en France ». Il donne une image caricaturale des immigrants chinois, en décrivant « le modèle de mobilité sociale des commerçants de Wenzhou comme un amalgame d’organisations mafieuses ». La sociologue Ya-Han Chuang met en évidence la diabolisation des commerçants chinois à travers le lexique utilisé, présentés comme des envahisseurs du système économique français. Franz-Olivier Giesbert est condamné deux ans plus tard pour « diffamation publique envers un groupe de personnes à raison de leur origine ou nationalité chinoise »,.
Toujours en 2012, le magazine publie la Une très controversée « Cet islam sans gêne ». Elle est accompagnée d'un article de Claude Askolovitch décrivant une réalité « un peu plus complexe », provoquant le mécontentement du directeur de la rédaction,,. Le journaliste doit partir. Il est d'après lui considéré par ses responsables comme trop islamophile. Pour Chérifa Bouatta, cet évènement illustre que « le spectaculaire l’emporte de beaucoup sur la véracité et la pensée rationnelle ». La Une sous-entend que « l’islam est envisagé dans une unicité de vue ayant sa vie propre », que cette religion peut être une menace pour la République,, et entend témoigner d'accommodements avec le modèle d’intégration perçus comme excessifs. Pour le journaliste Pascal Riché, cette Une, ainsi qu'une précédente intitulée « Le spectre islamiste » accompagnent le mouvement d'une droite « décomplexée » où Le Point comme d'autres profitent des « peurs islamophobes ». Selon Patrick Simon elle exprime un mouvement de backlash contre la France multiculturelle.
En 2015, dans son étude sur les discriminations religieuses à l'embauche, en analysant des Unes du Point, de L'Obs et de L'Express, Marie-Anne Valfort conclut que ces médias français favorisent la propagation de stéréotypes négatifs sur l'islam,. Elle souligne que l'image donnée de l’islam dans les couvertures de ces journaux est bien plus dévalorisante que celle donnée du christianisme et du judaïsme, plus dévalorisante aussi que l'image donnée de l’extrême droite. Entre novembre 2018 et juin 2019, cinq unes du magazine Le Point sont consacrées à l'islamisme et l'associent tantôt aux services publics français, supposés affectés par la radicalisation islamiste, tantôt aux Gilets jaunes, ou à la haine de la police, ou encore aux narcotrafiquants.
Les critiques sur le traitement de l'islam ne concernent pas que les Unes. En 2018, Sébastien Fontenelle, Mona Chollet, Olivier Cyran et Laurence De Cock reprochent à Franz-Olivier Giesbert, directeur du Point, de normaliser l'islamophobie en valorisant des figures comme Alain Finkielkraut ou Michel Houellebecq. En 2019, le journal est critiqué par Arrêt sur images pour la présentation de manière excessivement alarmiste, en vue de susciter la peur du public, de résultats d'un sondage sur « le rapport qu'entretiennent les musulmans de France avec leur religion et la laïcité ». Selon Libération en 2022, l'islam prend une place disproportionnée dans la ligne éditoriale de l'hebdomadaire et son image dans l'opinion publique est celle « d’un hebdo de droite aux régulières poussées identitaires ». Selon le quotidien, la nomination comme directrice de la rédaction en 2022 de Valérie Toranian connue « comme une obsessionnelle de la question de l’Islam et du voile » serait de nature à conforter cette lecture.
Pour le sociologue Marwan Mohammed, Le Point, au même titre que Le Figaro, Causeur, Valeurs actuelles, Marianne, LCI, CNews et BFM TV, « occupe une position centrale dans la dissémination et la popularisation d'idées islamophobes ». Par ailleurs, en 2023, une étude statistique sur la fréquence d'emploi dans les médias du mot « islamo-gauchisme » en France entre 2015 et 2021 place Le Point, en compagnie de Valeurs actuelles, au premier rang des hebdomadaires qui l'utilisent le plus souvent. Elle conclut à « une politique de « matraquage » de la part de quatre médias (Le Figaro, Le Point, Valeurs actuelles et Marianne) visant à imposer le terme dans le débat public ».

##### Sciences, politique et écologie
Le Point participe aux débats de société concernant sciences, politique et écologie. Le magazine se réclame dans son premier numéro de la raison contre « l'éloge partout de la folie ». Avec des événements tels que le « palmarès des inventeurs » ou le Paris-Saclay Summit initié en 2024, il met en avant une science appliquée se voulant au « service de la société », orientée vers l'innovation technologique, ce qui pour des médias adverses comme Reporterre peut constituer une « science otage du technocapitalisme ».
En dehors de ses dossiers, Le Point laisse aussi s'exprimer des opinions sujettes à polémique. Dans les années 1990, l'hebdomadaire relaya des propos de Claude Allègre considérant que le risque sanitaire de l'amiante pouvait être assumé, ou que la crise climatique n'était qu'une « fausse alerte ». Claude Allègre revient à l'affiche en 2010 pour ses positions climato-sceptiques pourtant déjà largement discréditées,,, et sur le même thème, Philippe Verdier peut y publier une tribune en 2015 exhortant François Hollande pour la COP21 à ne pas « cautionner les scientifiques ultrapolitisés du Giec, les lobbys d’entreprises, les ONG environnementales, ni les chefs religieux autoproclamés, nouveaux apôtres du climat ».
En juin 2019, un dossier Écologie, vérités et fariboles entend faire un état des lieux et expliquer « ce que dit la science sur ces sujets clivants, où l’idéologie l’emporte souvent sur la rationalité ». Si le dossier ne contient pas de thèse climatosceptique, l'ouvrage Les Gardiens de la raison jugeait qu'un article louant le travail du GIEC était « particulièrement cocasse » considérant que Le Point est « l’organe de presse français qui a le plus ardemment diffusé la vulgate climatosceptique ». Le physicien Bruno Andreotti et ses co-auteurs estimaient que Le Point faisait la même année un « usage falsificateur du scepticisme » en associant « militantisme climatique et “ théories du complot, peur des ondes, antivaccins… ” » lors d’un colloque organisé par Jean Baechler et Gérald Bronner.
Alors que la virulence de ses attaques sur les réseaux sociaux avait suscité la polémique, le dossier du Point saluait la journaliste Géraldine Woessner pour son engagement contre un reportage d'Envoyé spécial sur le glyphosate et celle-ci rejoindra l'hebdomadaire peu après. En 2022, c'est au sujet des pesticides en général qu'elle créée une nouvelle polémique mettant en cause la présentation d'études scientifiques par Le Monde qui répond en considérant que les critiques sont « fondées sur une accumulation d’erreurs, d’omissions, d’interprétations fausses, d’affirmations trompeuses et d’accusations fantaisistes de fraude scientifique ou de collusion avec le “lobby bio” ».
En 2024, dans un ouvrage avec son collègue du Point Erwan Seznec, Géraldine Woessner s'attaque à l'écologie politique renvoyée à des motivations idéologiques anticapitalistes, décroissantes voire mystiques, sans gain évident pour l'environnement et estimant que « Les écologistes, au contraire [du Rassemblement national] ne font peur à personne. […] c’est la raison pour laquelle l’écologie politique constitue, aujourd’hui, le courant de pensée faisant courir le plus de risques à notre pays ». Y sont repris des articles du Point, l'un d'eux estimant que tout ne va pas si mal pour la biodiversité en Europe, ce qui selon Mediapart rejoint les thèses défendues par le think-tank Action Écologie proche de milieux d'extrême droite dont le représentant est interviewé en 2025 par Erwan Seznec suscitant une réponse critique de scientifiques et défenseurs de l'environnement,.

##### Palmarès des hôpitaux
Durant les années 1970, des groupes contestataires hétéroclites dénoncent l'emprise du corps médical ainsi que les inégalités face à l'accès à la santé. De premiers tests sont alors menés dans cette optique par quelques journalistes. Des projets plus ambitieux comme « la liste des urgences à éviter » ou la « liste noire des hôpitaux » paraissent au cours des années 1990. Cette dernière liste, publiée en 1997 dans Sciences et Avenir, est l’œuvre de trois journalistes, Philippe Houdart, François Malye et Jérôme Vincent,. Ces derniers font paraître dans Sciences et Avenir en 1998, dans Le Figaro en 1999 et 2000, puis dans le magazine Le Point à partir de 2001 un palmarès des hôpitaux français.
Le palmarès est favorablement accueilli par la presse généraliste. La méthodologie et les résultats des premiers palmarès ont été à ses débuts très critiqués par une grande partie du monde hospitalier. Certains chercheurs  et la CNIL jugent ces palmarès peu fiables et idéologiquement biaisés,. Des universitaires estiment que ces palmarès fournissent des données utiles sur l'activité des hôpitaux,. Des établissements hospitaliers s'efforcent de modifier leurs pratiques ou leur activité pour avoir un bon classement afin d'en faire un argument auprès des patients.

#### Condamnations et manquements à la déontologie professionnelle
Depuis le début des années 2010, l'hebdomadaire s'est rendu coupable de plusieurs manquements déontologiques dont certains ont amené à des condamnations. Le journal Mediapart en fait une liste en 2022 et dresse le diagnostic d'un titre devenu « accro aux fausses infos » « et presque jamais modifiées », accusant l’hebdomadaire de « tordre la déontologie, en censurant également des articles ». La même année, Libération constate l'important passif en matière d'articles erronés.

##### Sous la direction de Franz-Olivier Giesbert
En 2010, Le Point publie un reportage sur la polygamie qui se révèle être fondé sur un canular, ainsi qu'une chronique de Bernard-Henri Lévy où celui-ci attribue par erreur à Bernard Cassen des propos antimusulmans tenus en réalité par le pamphlétaire d’extrême droite Pierre Cassen. La publication d’un droit de réponse est refusée mais le journal est condamné à s’exécuter en avril 2013 et Bernard-Henri Lévy est condamné pour diffamation.
La parution en 2012 d'un article sur l'immigration chinoise entraine une condamnation pour « diffamation publique envers un groupe de personnes à raison de leur origine ou nationalité chinoise »,. La même année, cinq journalistes affirment dans un article que Rachida Dati aurait refusé de restituer un appartement qui lui avait été prêté, et aurait procédé à des « intimidations et pressions » sur son frère pour qu'il renonce à un projet de livre témoignant de son histoire et de celle de sa famille. L'hebdomadaire et les cinq co-auteurs dont Aziz Zemouri, sont condamnés pour diffamation,.
En février 2014, Jean-François Copé porte plainte pour diffamation après la publication d'analyses erronées dans le cadre de l'affaire Bygmalion. En 2016, puis en appel en avril 2017, les deux journalistes, sont condamnés,,. La Cour européenne des droits de l'homme rejette en décembre 2024 leur recours intenté au titre de la violation de la liberté d'expression, leur reprochant ne n'avoir pas suffisamment vérifié l'exactitude des faits.
En tant que directeur de la publication, pour chacune de ces quatre condamnations, Franz-Olivier Giesbert est également condamné pour diffamation,,,.

##### Sous la direction d'Étienne Gernelle
En juin 2014, Le Point publie un article assorti de commentaires malveillants affirmant qu'« un film porno a été tourné à la mairie d'Asnières », tenue par le maire PS Sébastien Pietrasanta, ce qui s'avère faux. L'auteur de l'article et rédacteur en chef, Jérôme Béglé, est un ami du chef de l'opposition de droite de la ville, Manuel Aeschlimann, lequel est à l'origine de cette fausse information. Le journaliste et Étienne Gernelle sont condamnés pour diffamation.
En octobre 2017, Mediapart publie plusieurs articles sur le traitement par Le Point d'informations reçues sur le financement par la Libye de la campagne présidentielle de Nicolas Sarkozy de 2007 et sur des malversations criminelles liées à la construction de l'hôpital de Benghazi ; deux articles commandés par la rédaction, mis en page et payés n'auraient finalement pas été publiés,. Le directeur du Point se défend de toute censure et accuse Mediapart de « complotisme ».
Dans des articles parus en 2018, portant sur l'affaire de viol opposant Sand Van Roy à Luc Besson, l'actrice est qualifiée de « call-girl ». Il est en outre fait état d'un dépôt de plainte en Belgique, qui s'est révélé être inexistant, afin d'insinuer que l'actrice « dépose des plaintes pour viol dépourvues de tout fondement ». Le journaliste Aziz Zemouri et Étienne Gernelle sont condamnés à deux reprises pour diffamation,,.
En juin 2022, Le Point publie en ligne un article d'Aziz Zemouri accusant les députés de La France insoumise, Alexis Corbière et Raquel Garrido, d'employer illégalement une femme de ménage algérienne sans papiers à qui ils « imposeraient des cadences infernales ». Les députés, en couple dans la vie privée, réfutent et les incohérences de l'enquête sont relevées,,. L'article est finalement retiré du site le lendemain de sa publication et Étienne Gernelle présente ses excuses aux concernés. Le journaliste, déjà condamné plusieurs fois pour diffamation, est licencié,. En mai 2025, le journaliste Aziz Zemouri et le directeur de publication Étienne Gernelle sont reconnus coupables de diffamation et condamnés à 8 000 euros d’amende et 8 000 euros de dommages et intérêts et de frais de justice.
En juin 2023, Conseil de déontologie journalistique et de médiation (CDJM) conclut à une violation déontologique de la part du Point pour avoir comparé les méthodes du mouvement écologiste Les Soulèvements de la Terre à celles du Hamas,. La légitimité du CDJM est remise en cause par la direction de l'hebdomadaire.

##### Affaire Alp Services
Selon plusieurs journaux, le journaliste Ian Hamel, correspondant du Point à Genève, a été rémunéré par l'agence de renseignement privée Alp Services basée en Suisse, agence qui travaille pour le compte des Émirats arabes unis, et qui est chargée de mener une campagne de dénigrement contre le Qatar et les Frères musulmans,,. Le patron d'Alp Services, Mario Brero, annonce à son commanditaire émirati qu'il est sur le point de faire publier dans le « prestigieux magazine français Le Point » un article à charge contre le procureur général du Qatar, Ali Bin Fetais Al-Marri (personnalité ciblée par le pouvoir émirati) ; quelque temps après, Ian Hamel signe dans Le Point un article sur ce procureur général intitulé « Le Monsieur Anticorruption du Qatar et son hôtel particulier »,.

## Organisation interne

### Actionnariat
À sa création, le journal est édité par la société anonyme Presse et Information au capital de 111 000 francs dont 90 % sont détenus par le groupe Hachette et le restant par les neuf fondateurs,. La part du groupe d'édition monte à 97 % en 1975 avec une élévation du capital à 486 000 francs. À partir du 25 janvier 1978, le magazine est édité par la Société d'Exploitation de l'hebdomadaire Le Point (SEBDO), au capital de 960 000 francs. Elle est détenue à 13 % par les huit fondateurs — Jacques Duquesne ayant temporairement quitté Le Point — et quatre autres responsables de la rédaction. Environ 87 % appartiennent à Presse et Information, filiale à 100 % du Groupe Hachette,. Durant toutes ces années, Olivier Chevrillon préside le conseil d'administration dont la composition assure à l'hebdomadaire une totale indépendance vis-à-vis d'Hachette,.
En décembre 1980, le groupe Matra appartenant à Jean-Luc Lagardère, prend possession du groupe Hachette. Après la victoire de la gauche aux élections de 1981, Le Point demande à quitter le groupe Hachette, dont la nationalisation est évoquée ; l'équipe dirigeante craint d'y perdre son autonomie. Le 25 février 1982, la société Gaumont présidée par Nicolas Seydoux rachète 51 % du capital du Point et devient actionnaire majoritaire,. En 1985, Nicolas Seydoux les possède en nom propre sous une holding personnelle « Cinépar ».
En 1992, souhaitant se désengager de son investissement dans Le Point, Nicolas Seydoux cède ses parts à la Générale occidentale. La Générale occidentale possède alors 40% du capital. Elle devient actionnaire majoritaire du Point en septembre 1993. Un groupement d'intérêt économique « L'Express-Le Point » prend alors naissance pour gérer en particulier la publicité, source importante de revenus. Cet étrange attelage de deux hebdomadaires concurrents ne durera qu'un temps. En octobre 1995, la Compagnie générale d'électricité, devenue Alcatel-Alsthom, fait apport de ses activités de presse à CEP communication, une filiale d'Havas, groupe dont Alcatel (PDG : Serge Tchuruk) devient l'actionnaire principal[réf. souhaitée].
Le 17 octobre 1997, le journal est racheté pour près de 200 millions de francs par François Pinault, PDG de la holding Artémis, et présenté comme un proche de Jacques Chirac. Claude Imbert, en garant de la continuité du journal et de sa ligne, demeure l'un des éditorialistes principaux[Selon qui ?].

### Direction

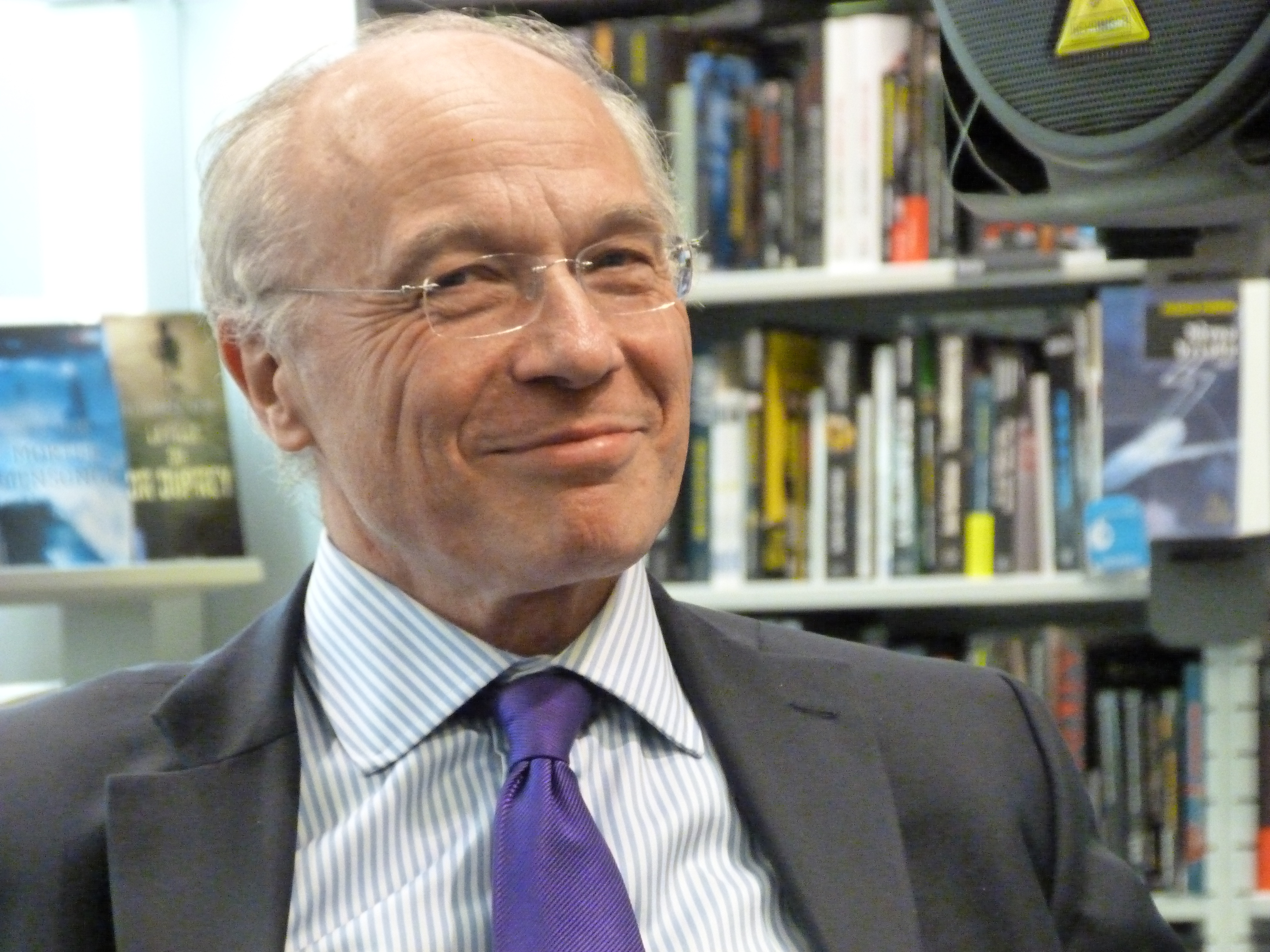
Denis Jeambar en 2010.

Le groupe Le Point ou Société d'Exploitation de l'Hebdomadaire Le Point est une société anonyme à conseil d'administration. Son siège social est situé dans le 15e arrondissement de Paris. Depuis 2019, Le Point est dirigé par Renaud Grand Clément (PDG). Francois Claveri est le directeur général délégué.
En octobre 2022, Sébastien Le Fol est débarqué de son poste de directeur de la rédaction, remplacé par Valérie Toranian.
Depuis 2014, le directeur de la publication est Étienne Gernelle.
En décembre 1985, après le départ d'Olivier Chevrillon, Jacques Duquesne, directeur adjoint de la rédaction, est nommé président-directeur général.
En 1988, Denis Jeambar est nommé directeur de la rédaction.
À l'été 1996, Denis Jeambar, directeur de la rédaction, quitte Le Point. Il est remplacé par Jean Schmitt.
En septembre 2000, Franz-Olivier Giesbert devient directeur du Point et Claude Imbert conserve l'éditorial. Michel Colomès (63 ans) est nommé directeur de la rédaction en remplacement de Jean Schmitt.
En décembre 2009, Étienne Gernelle (33 ans) est nommé directeur de la rédaction. Il succède à Michel Colomès (72 ans) à qui l'on a fait valoir ses droits à la retraite.

### Journalistes et éditorialistes
Le Point compte plusieurs chroniqueurs réguliers, qui ne font pas partie de la rédaction mais y publient très régulièrement des tribunes :
- Nicolas Baverez
- Bernard-Henri Lévy
- Kamel Daoud
- Patrick Besson
- Alain Duhamel
- Jean-Paul Enthoven

L'écrivain Gabriel Matzneff, accusé de viols d'enfants et d'apologie de la pédocriminalité, a longtemps été chroniqueur invité au Point, et même après la révélation du scandale a cité Franz-Olivier Giesbert comme l'un de ses cinq « soutiens indéfectibles ».
Selon Étienne Gernelle, directeur de la publication :

« Sur les réseaux sociaux, je me fais parfois interpeller pour le virer. Notre philosophie est claire : plus on nous demande de virer quelqu’un, moins on le fera. C’est une question de liberté d’expression. »

La rédaction compte plusieurs dizaines de journalistes de renom, dont Laurence Allard, Emmanuel Berretta, Manuel Carcassonne, Sophie Coignard, Florence Colombani, Michel Colomès, Charles Consigny, Jacques Dupont, Baudouin Eschapasse, François Gauvin, Jean Guisnel, Danièle Kriegel, Marc Lambron, Frédéric Lewino, François-Guillaume Lorrain, Saïd Mahrane, Claire Meynial, Bruno Monier-Vinard, Christophe Ono-dit-Biot, Gilles Pudlowski, Sacha Reins, Michel Richard, Voutch, Fabien Roland-Lévy, Émilie Trévert et Olivier Weber.
En 2022, Libération fait état d'une crise au sein de la rédaction, marquée notamment par le licenciement du directeur de la rédaction Sébastien Le Fol, une baisse des abonnements et le départ de journalistes. Les procès-verbaux du comité social et économique (CSE) de l'entreprise font état d'une « ambiance générale morose » parmi les 220 salariés. Les inégalités de salaires, avec des rémunérations particulièrement basses du côté des jeunes salariés et des équipes techniques, comparées à celles de la direction, sont également mises en cause.
La direction engage en 2025 un plan social impliquant le licenciement de 58 salariés et pigistes sur les 190 CDI et la centaine de pigistes que compte le magazine,, dont 52 titulaires d'une carte de presse. Dans le même temps, 18 postes seraient créés, dont certains par transformation de postes existants. Ce plan, qui concerne deux fois plus de salariés et pigistes qu'un précédent plan en 2014, affecterait en priorité les équipes de correcteurs et réviseurs, dont le travail est destiné à être remplacé par des outils d'intelligence artificielle, avec l'encadrement par quatre personnes seulement. Il est présenté comme devant aider à une montée en gamme, avec le délaissement d'une partie de l'actualité au profit d'enquêtes de fond.

## Activité économique et commerciale

### Financement
Le Point a connu une période de ventes dynamiques du tout début des années 1980 au années 2000, puis a subi une forte baisse de ses ventes entre 2014 et 2017, avec une chute d’un quart de sa diffusion, qui s’est traduite par trois années de pertes.
Par ailleurs, contrairement à d'autres journaux (Mediapart, Le Monde, etc.), il ne communique pas ses résultats financiers aux lecteurs. Depuis 2018, ses données ne semblent d'ailleurs plus disponibles au registre du commerce. Selon un chiffre avancé par Le Monde à l'occasion du plan social annoncé en 2025, les pertes pour 2024 sont de l'ordre de « deux à trois millions d'euros » tandis que pour La Lettre, elles seraient de 5,6 millions d'euros pour 65,4 millions d'euros de chiffres d'affaire.
| En euros                    | 2014        | 2015       | 2016       | 2017       | 2018-2023      |
| --------------------------- | ----------- | ---------- | ---------- | ---------- | -------------- |
| Chiffre d'affaires (€)      | 80 373 700  | 79 416 100 | 67 820 500 | 70 090 400 | Non disponible |
| Résultat d'exploitation (€) | -3 607 000  | 871 200    | - 757 800  | -1 836 100 | Non disponible |
| Résultat net (€)            | -12 064 800 | 1 029 500  | 307 600    | -1 861 300 | Non disponible |

Dans le cadre des aides de l'État à la presse, Le Point a reçu environ 4,5 millions d'euros en 2013 de subventions publiques,,, auxquelles s'ajoutent plusieurs subventions du ministère de la Culture et de la Communication. En 2023, ce montant est descendu à environ 2,6 millions d’euros (soit un peu moins de 20 ¢ par numéro).

### Diffusion et ventes
En avril 2024, l'Alliance pour les chiffres de la presse et des médias (ACPM) publie sa nouvelle étude One Next Global S1 2024 qui dévoile l'audience globale (imprimée et numérique) des marques de presse. Le Point arrive en tête des newsmagazines en France, avec 9,93 millions de lecteurs et détrône Paris Match de sa place de leader. C'est l'un des cinq magazines d'actualité hebdomadaires de dimension nationale en France. En octobre 2024, Le Point compte 43 000 abonnés uniquement au numérique.
| Année | Diffusion France payée | Évolution annuelle | Diffusion totale (gratuits inclus) |
| ----- | ---------------------- | ------------------ | ---------------------------------- |
| 1999  | 301 423                | 2,2 %              | NC                                 |
| 2000  | 302 625                | 0,4 %              | NC                                 |
| 2001  | 329 073                | 8,7 %              | NC                                 |
| 2002  | 337 024                | 2,4 %              | NC                                 |
| 2003  | 350 088                | 3,9 %              | NC                                 |
|       |                        |                    |                                    |
| 2006  | NC                     | NC                 | 408 931                            |
| 2007  | NC                     | NC                 | 443 956                            |
| 2008  | NC                     | NC                 | 443 738                            |
| 2009  | NC                     | NC                 | 434 745                            |
| 2010  | NC                     | NC                 | 429 650                            |
| 2011  | NC                     | NC                 | 430 086                            |
| 2012  | 412 286                | NC                 | 432 813                            |
| 2013  | 399 291                | –3,2 %             | 417 940                            |
| 2014  | 383 559                | –3,9 %             | 401 171                            |
| 2015  | 364 085                | –5,1 %             | 380 222                            |
| 2016  | 340 253                | –6,5 %             | 355 586                            |
| 2017  | 315 579                | –7,3 %             | 330 602                            |
| 2018  | 288 319                | –8,7 %             | 301 722                            |
| 2019  | 292 795                | 1,55 %             | NC                                 |
| 2020  | 279 032                | –4,9 %             | 288 361                            |
| 2021  | 294 456                | 7,0 %              | 303 198                            |
| 2022  | 295 614                | 0,4 %              | 304 231                            |
| 2023  | 291 221                | –1,5 %             | 299 191                            |
| 2024  | 286 000                | –1,3 %             |                                    |

## Distinctions

### Prix de journalisme
Le prix Albert-Londres de la presse écrite est décerné à Alain Louyot en 1985, Olivier Weber en 1992, Caroline Puel en 1997 et à Claire Meynial en 2016.
Le prix Jean-Luc-Lagardère du journaliste de l'année est décerné à Anna Bitton-Cabana, en 2009, pour l'article « Sarkozy-Villepin, histoire secrète d'une haine ». Marc Nexon le reçoit en 2011 pour l'article « Le génie qui s’est retiré du monde ». Pierre-Antoine Delhommais en est récipiendaire l'année suivante pour l'article « Et si l'on saisissait La Joconde… » et, Kamel Daoud le reçoit en 2016 pour ses chroniques dans Le Point et dans Le Quotidien d'Oran.
Dans le cadre du Prix Bayeux Calvados-Normandie des correspondants de guerre, le prix spécial Ouest-France Jean-Marin est remis en 1996 à Olivier Weber pour son article « Tchétchénie, les Russes dans le bourbier ».

### Prix de la BD duPoint
Depuis 2014, Le Point décerne le prix de la BD du Point pour récompenser une bande dessinée.
Après les attentats de janvier 2015, au cours desquels Georges Wolinski est assassiné, le prix change de nom en hommage au défunt, avec l'accord de sa veuve Maryse Wolinski, et il devient le « Prix Wolinski de la BD du Point ».